# Aholming
Aholming là một đô thị trong huyện Deggendorf, Đức.
Aholming có diện tích 29,35 km2, dân số cuối năm 2006 là 2328 người.